# Estitxu Berasategi
Estitxu Berasategui Eizagirre, (Usúrbil, Guipúzcoa, 7 de agosto de 1999) más conocida como Estitxu Berasategi, es una jugadora de balonmano española que juega de lateral para el Costa del Sol Málaga.

## Trayectoria

### Clubes
Criada en la cantera del Usúrbil K.E., en la temporada 2016–17 se unió al Bera Bera, cuando contaba con 17 años y en el equipo donostiarra estuvo jugando durante 3 temporadas. Compartió vestuario con Maitane Etxeberria, Esther Arrojería, Alba Menéndez en un Bera Bera que ya apuntaba a lo que después sería: el máximo equipo nacional.
La lateral usurbildarra debutó con Montse Puche en Bidebieta el 28 de enero de 2017 ante Esencia 27 ULE Cleba León, al que le hizo tres goles.  
Compitió en la EHF Champions League en la 2018–19 y tiene en su haber hasta 14 partidos internacionales con el club donostiarra. 
Se auto apartó de la máxima categoría porque, compaginando el balonmano de alto nivel y su formación, no estaba disfrutando la experiencia y, en 2021, Joseba Rodríguez le llamó para volver a División de Honor, al Zubileta Evolution Zuazo.
En 2023 se anunció la llegada de Estitxu a Málaga.

### Datos (a fecha de septiembre de 2023):

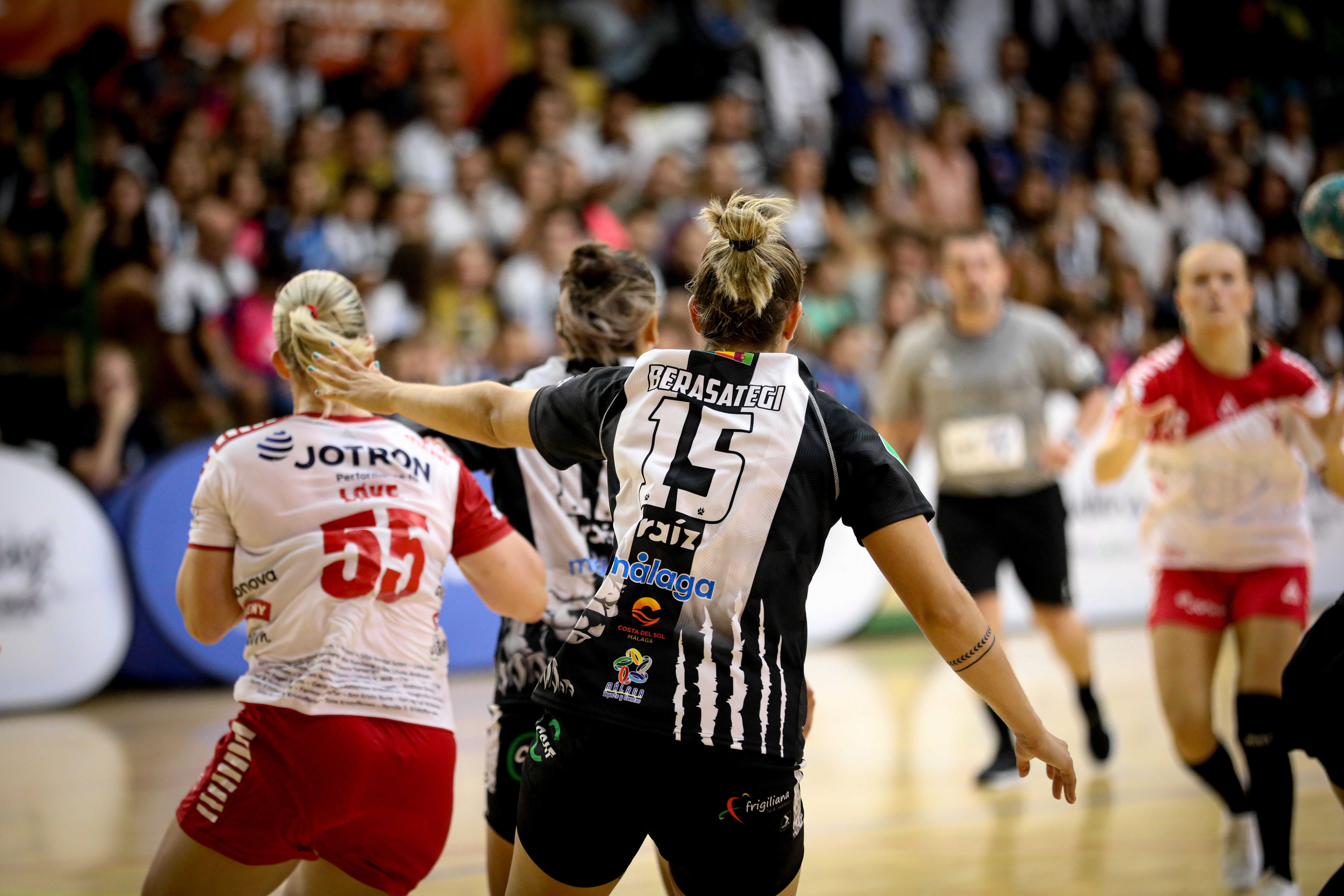
Estitxu Berasategi y Heidi Loke, en un partido de la EHF European League de la temporada 2023-24

### Datos(a fecha de septiembre de 2023):[5]
|          | Liga | Copa | EHF |
| -------- | ---- | ---- | --- |
| Partidos | 120  | 18   | 14  |
| Goles    | 70   | 16   | 6   |

### Selección
Fue una habitual en la selección júnior española con un total de 30 partidos y 36 goles. Jugó su primer partido con la elástica nacional en un Torneo 4 naciones ante Francia en 2017 y su última aparición fue en el Campeonato del Mundo júnior en 2018 tras competir también en el Europeo Junior de Eslovenia.
En 2024 fue llamada por Ambros Martín para el torneo preolímpico previo a los Juegos Olímpicos.

## Títulos y galardones
- 1 x Liga Guerreras Iberdrola (2017-18)
- 1 x Copa de la Reina (2018-19)